# نموذج الدوار المكثف

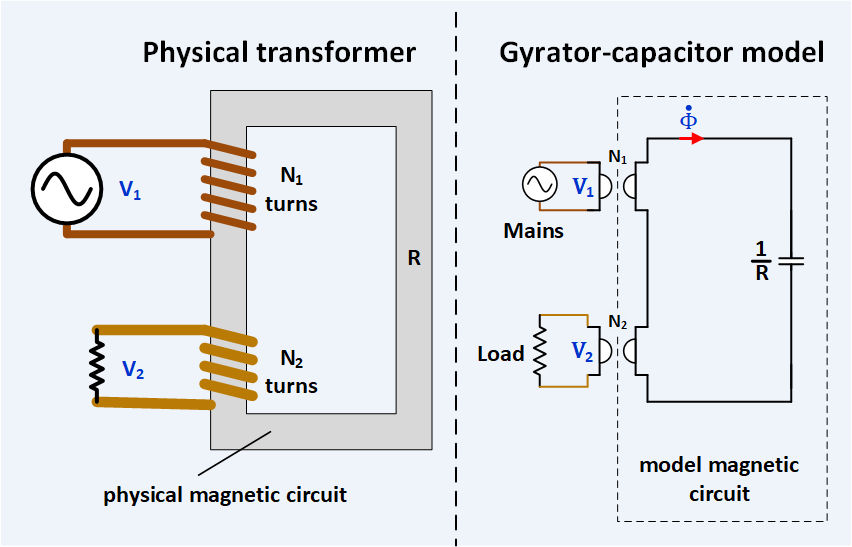

نموذج الدوار المكثف، المعروف أحيانًا باسم «نموذج المكثف المنافذة»، هو نموذج عناصر مجمّعة للمجالات المغناطيسية، يشبه الدوائر المغناطيسية، ولكنه يعتمد على استخدام عناصر مماثلة للمكثفات بدلًا من عناصر مماثلة للمقاومات لتمثيل مسار التدفق المغناطيسي. تُمثل اللفات على شكل دوائر، تترابط بين الدائرة الكهربائية والنموذج المغناطيسي.
الميزة الأساسية لنموذج الدوار المكثف مقارنة بنموذج الممانعة المغنطيسية هو أن النموذج يحافظ على القيم الصحيحة لتدفق الطاقة وتخزينها وتبديدها. نموذج الدوار المكثف هو مثال لمجموعة من الأجهزة المتناظرة التي تحافظ على تدفق الطاقة عبر مجالات الطاقة من خلال جعل أزواج القدرة الكهربائية المقترنة، للمتغيرات في المجالات المختلفة، متشابهة.
قد تشير الدائرة المغناطيسية إلى الدائرة المغناطيسية المادية أو الدائرة المغناطيسية النموذجية. تتمتع العناصر والمتغيرات الديناميكية التي تشكل جزءًا من الدائرة المغناطيسية النموذجية بأسماء تبدأ بصفة  المغناطيسية، على الرغم من عدم اتباع هذه القاعدة بدقة. عادةً ما تكون عناصر النموذج المزدوج الكهربائي للعناصر المادية. على سبيل المثال، قد يمثل الحث المغناطيسي سعةً مادية. قد لا تحتوي العناصر في الدائرة المغناطيسية النموذجية على تناظر مباشر مع عناصر الدائرة المغناطيسية المادية. قد لا تكون المتغيرات الديناميكية في الدائرة المغناطيسية النموذجية مزدوجة المتغيرات في الدائرة المادية. يمكن كتابة الرموز للعناصر والمتغيرات التي تشكل جزءًا من الدائرة المغناطيسية النموذجية باستخدام الرمز السفلي «M إم». على سبيل المثال، يُشير الرمز CM إلى مكثف في الدائرة النموذجية.

## الدوار
الدوار هو عنصر ثنائي المنفذ يُستخدم في تحليل الشبكات. الدوار هو مكمل المحول. في حين يتحول الجهد على أحد المنافذ إلى جهد كهربائي يتناسب مع الجهد السابق على المنفذ الآخر في المحول، يتحول الجهد على أحد المنافذ إلى تيار على المنفذ الآخر في الدوار، والعكس بالعكس.
الدور الذي يلعبه الدوار في نموذج الدوار المكثف هو دور محول الإشارة بين مجال الطاقة الكهربائية ومجال الطاقة المغناطيسية. تشبه القوة الدافعة الكهربائية (إي إم إف) في المجال الكهربائي القوة الدافعة المغناطيسية (إم إم إف) في المجال المغناطيسي، ويُمثل محول الإشارة الذي يقوم بمثل هذا التحويل كمحول عادي. رغم ذلك، عادةً ما تتصرف محولات الإشارة الحقيقية الخاصة بالطاقة الكهرومغناطيسية كدوارات. يطيع محول الإشارة من المجال المغناطيسي إلى المجال الكهربائي قانون «فاراداي» للحث الكهرومغناطيسي، أي أن معدل التغير في التدفق المغناطيسي (تيار مغناطيسي في هذا التناظر) سينتج إي إم إف تناسبية في المجال الكهربائي. بالمثل، سيطيع محول الإشارة من المجال الكهربائي إلى المجال المغناطيسي قانون «أمبير»، أي أن التيار الكهربائي سينتج إم إف إف.
تُنمذج اللفات المكونة من العدد «إن» من الحلقات بواسطة دوار مع مقاومة تدويم تتمتع بمقاومة تساوي «إن» أوم.